# Agostino Oreggi
Agostino Oreggi (Santa Sofia, 1577 – Benevento, 12 luglio 1635) è stato un cardinale e arcivescovo cattolico italiano.

## Biografia
Nacque da famiglia modesta. Il padre era probabilmente architetto, originario di Bironico. Compì gli studi a Roma, a partire dal 1594, ottenendo presso il Collegio Romano i dottorati in filosofia e teologia e alla Sapienza il dottorato in utroque iure. Studiò anche greco e altre lingue antiche dell'Oriente. Nel 1621 pubblicò a Bologna un saggio intitolato "Aristotelis vera de rationalis animae immortalitate sententia".
Fu un protetto del cardinale Roberto Bellarmino, che lo nominò suo teologo personale. In seguito, dopo aver dedicato una sua opera a Maffeo Barberini, quando era ancora arcivescovo di Bologna, ebbe da lui importanti incarichi, dopo la sua ascesa al soglio pontificio con il nome di Urbano VIII. Dapprima ne divenne teologo personale ed elemosiniere. Fu poi consultore della Sacra Congregazione della Romana e Universale Inquisizione. Aggiunse in seguito il posto di canonico di San Pietro in Vaticano a quello di canonico teologo della cattedrale di Faenza che già deteneva dal 1605.
Nel 1633 ebbe un ruolo rilevante nel processo a Galileo Galilei. Oreggi, insieme a Melchior Inchofer e Zaccaria Pasqualigo, studiò il Dialogo sopra i due massimi sistemi del mondo di Galileo Galilei e concluse che, con la pubblicazione del libro, Galileo aveva violato l'ordine impartitogli nel 1616 di non insegnare o difendere la teoria eliocentrica.
Il 17 novembre 1633 fu eletto arcivescovo di Benevento.
Il 28 novembre 1633 papa Urbano VIII lo creò cardinale. Il 9 gennaio dell'anno successivo ricevette il titolo di San Sisto. Morì a Benevento e fu sepolto nella cattedrale.

## Genealogia episcopale e successione apostolica
La genealogia episcopale è:
- Cardinale Guillaume d'Estouteville, O.S.B.Clun.
- Papa Sisto IV
- Papa Giulio II
- Cardinale Raffaele Riario
- Papa Leone X
- Papa Paolo III
- Cardinale Francesco Pisani
- Cardinale Alfonso Gesualdo
- Papa Clemente VIII
- Cardinale Pietro Aldobrandini
- Cardinale Laudivio Zacchia
- Cardinale Antonio Barberini, O.F.M.Cap.
- Cardinale Agostino Oreggi

La successione apostolica è:
- Vescovo Giovanni Paolo Buccerelli (1634)
- Vescovo Tommaso Salviati (1634)
- Vescovo Giorgio Minotti (1634)